# Beat Raaflaub
Beat Martin Raaflaub (Winterthur, 19 de agosto de 1946) é um maestro e historiador suíço.

## Vida
Ele cresceu em Basel e Camarões e estudou alemão e história na Universidade de Basel, onde se graduou como doutor em história moderna da Suíça em 1977. Ao mesmo tempo, ele se tornou um cantor de concertos depois de estudar com Fritz Näf. Finalmente, o Conservatório de Basel emitiu para Raaflaub o diploma de "Ensino de Música na Escola" e "Direção de Coro". Em 1976 foi nomeado Diretor da Jugendmusikschule Muttenz perto de Basel.
Desde 1979 ele dirigiu dois outros coros como diretor musical, o Coro St. Arbogast Muttenz e o Coro de Câmara Bülach (Kammerchor Zürcher Unterland). Ele dá concertos com os dois corais em todas as partes da Suíça.
Em 1983, Raaflaub assumiu a direção musical do Coro de Meninos da Basileia (Knabenkantorei Basel). Muitas gravações para rádio e televisão foram produzidas com seus corais. Fez shows com o Coral de Meninos na Europa, nos Estados Unidos, na África do Sul e no Brasil. Diversas gravações em CD foram produzidas sob sua direção.
Além disso, Raaflaub ensina jovens maestros na "Music Academy Basel". Ele também apresenta regularmente o programa de rádio Sing mit na Swiss Radio DRS. Raaflaub é um importante conselheiro artístico do European Youth Choir Festival.